# 可视化编辑器 (MediaWiki)
可视化编辑器（英語：VisualEditor，简称VE）是MediaWiki，一种向维基百科提供“可视化”或“所见即所得”式在线多信息文本编辑器，由维基媒体基金会和Wikia共同开发。测试版在默认情况下启用（临时的设定后来全面推出），该功能2013年7月起在MediaWiki.org和维基百科多个大型语言版本可选择性撤销。
维基媒体基金会认为该程序是迄今为止最具挑战性的技术项目，而《经济学人》认为它是维基百科最显著的变化。《每日点击》（The Daily Dot）表示，维基媒体基金会追求更广泛的参与度，可能会冒着疏远现有编者的风险。2013年9月24日，英语维基百科的可视化编辑器从选择性撤销，变为选择性加入，因为用户普遍抱怨可视化编辑器使用不佳、漏洞百出。

## 开发
由MediaWiki提供的Web導向维基百科编辑器，是基于平面浏览器的文本编辑器，作者必须熟悉wikitext才能编辑。为了消除需要学习wikitext的麻烦、降低成为维基人的技术门槛，並使人们能更广泛地参与编辑，以此逆转编者数目从2006年的5万名降至2011年的3.5万名，并在2007年达到峰值的趋势，给维基百科设立可视化编辑器的计划已筹备多年。该工程是开发新功能和做出改善的百万美元计划的一部分。该工程旨在让以前的wiki源代码编辑和可视化编辑并存。维基媒体基金会的杰伊·沃尔什表示，希望以此纠正阿拉伯语版、葡萄牙语和印度语版的明显贡献不足。
维基媒体基金会的报告表示：“有迹象表明，导致现有或潜在贡献者不参与编辑的原因有多方面，其中一个是wikitext的复杂性。可视化编辑器的目标之一，是用增强知识性，真诚地引导用户参与编辑，成为有价值的社群成员，即便他们不精通wikitext。我们也希望，时间长了，经验丰富的编者能发现可视化编辑器对他们的一些编辑任务是有用处的。”2012年，维基媒体基金会执行董事苏·加德纳表示：“我们可不认为可视化编辑器就其本身而言，是正要解决的挑战。”维基百科联合创始人吉米·威尔士指出项目“史诗般重要”。

### 推出
有许多wiki站点使用MediaWiki，但一开始的设想是将该软件先在小型站点推出 。可视化编辑器计划在英语维基百科先向有注册账号的编者推出，随后推广至匿名编者。Alpha版2012年12月向选择用户提供，次年4月扩大到所有已注册用户，后来在2013年7月演变为用户登录到英语维基百科的默认编辑器。其他语言版本大部分计划在随后几周推出该功能。

### 技术

Parsoid的HTML-RDFa内容模型

首次尝试开发可视化编辑器失败后，维基媒体基金会与Wikia联手完成该项目。执行过程中遇到了wikitext语言（维基百科条目的基础）的挑战，该语言12年间正不断地延伸，囊括很少使用的大量复杂功能，使得条目的最终外观依赖于诸多因素，不易于重造。技术的实施需要改善MediaWiki的语法分析器、wikitext语言、DOM和最终的HTML转换。被称为Parsoid的解析服务器是必要组成部分，用Node.js编写，被创建用于相互转换wikitext和可视化编辑器的合适格式。维基百科认为它是迄今为止最具挑战性的技术项目。
截至2013年10月，支持的Web浏览器包括Google Chrome、Firefox、Midori、Opera和Safari。Internet Explorer无法支持，但Internet Explorer 9和10在未来计划支持。而在2013年9月，维基百科项目页面表示IE9和10的用户暂时不能使用可视化编辑器，Internet Explorer 8或更早版本无支持计划。
可视化编辑器扩展可以由服务器操作员下载，需要MediaWiki 1.22+。

### 所见即所得
根据可视化编辑器项目，其目的是“为MediaWiki创造一个可靠的多信息文本编辑器”，一个“可视化编辑器”，“所见即所得式”。这是一种“所见即所得类扩展”，被认为是所见即所得（尽管严格意义上不算对）。

## 评价
《每日点击》表示，维基媒体基金会对更多用户的追求，可能冒着疏远现有编者的风险。一些有经验的编辑表达出对软件错误及其部署的担忧，德語維基百科社群的投票以压倒性票数，反对将可视化编辑器设定为新的默认设置，表示更倾向于将其改为“选择使用”功能 。尽管怨声载道，维基媒体基金会仍表示继续部署。《登记簿》表示，“我们经过简单摸索，认为过多的需求肯定会被忽视，只需记住属于它的插入语 。”《经济学人》的L.M.表示，可视化编辑器是“维基百科短暂历史中的最显著变化”。Softpedia写了一篇名为《维基百科的新可视化编辑器是年度的最佳更新，你能把它做好》的文章。一些反对者表示，用户暗示自己的智商贬低，“某些人”对wikitext的困惑，造就了可视化编辑器。
2013年9月24日，《每日点击》报道维基媒体基金会受到英语维基百科社群不断上升的强烈抵制，编辑器被指反应缓慢、落实不佳、容易破坏条目现有的文本格式。基金会和社群间产生“意志力的考验”，一名志愿管理员覆盖了基金会的设置，编辑器的可用性选项从选择性退出改为选择性启用。基金会默许了，但称将继续开发和完善编辑器。

## 延伸閱讀
- Roth, Amy, Rochelle Davis, and Brian Carver. "Assigning Wikipedia editing: Triangulation toward understanding university student engagement." First Monday (journal) 18.6 (2013). DOI: http://dx.doi.org/10.5210%2Ffm.v18i6.4340
- Florian Leander Mayer. "Erfolgsfaktoren von Social Media: Wie "funktionieren" Wikis?: Eine vergleichende Analyse kollaborativer Kommunikationssysteme im Internet, in Organisationen und in Gruppen" (2013) Lit Verlag, pp. 30–32. ISBN 978-3643122100